# 马克·伦德尔
马克·伦德尔（英語：Mark Rendell，1969年6月6日—），新西兰男子自行车运动员。他曾代表新西兰参加1994年英联邦运动会自行车比赛，获得男子公路赛金牌和男子团体计时赛铜牌。